# Muggensturm
Muggensturm – gmina w Niemczech, w kraju związkowym Badenia-Wirtembergia, w rejencji Karlsruhe, w regionie Mittlerer Oberrhein, w powiecie Rastatt, wchodzi w skład wspólnoty administracyjnej Rastatt.
Leży ok. 6 km na wschód od Rastatt, przy drodze krajowej B3 i autostradzie A5.

## Współpraca

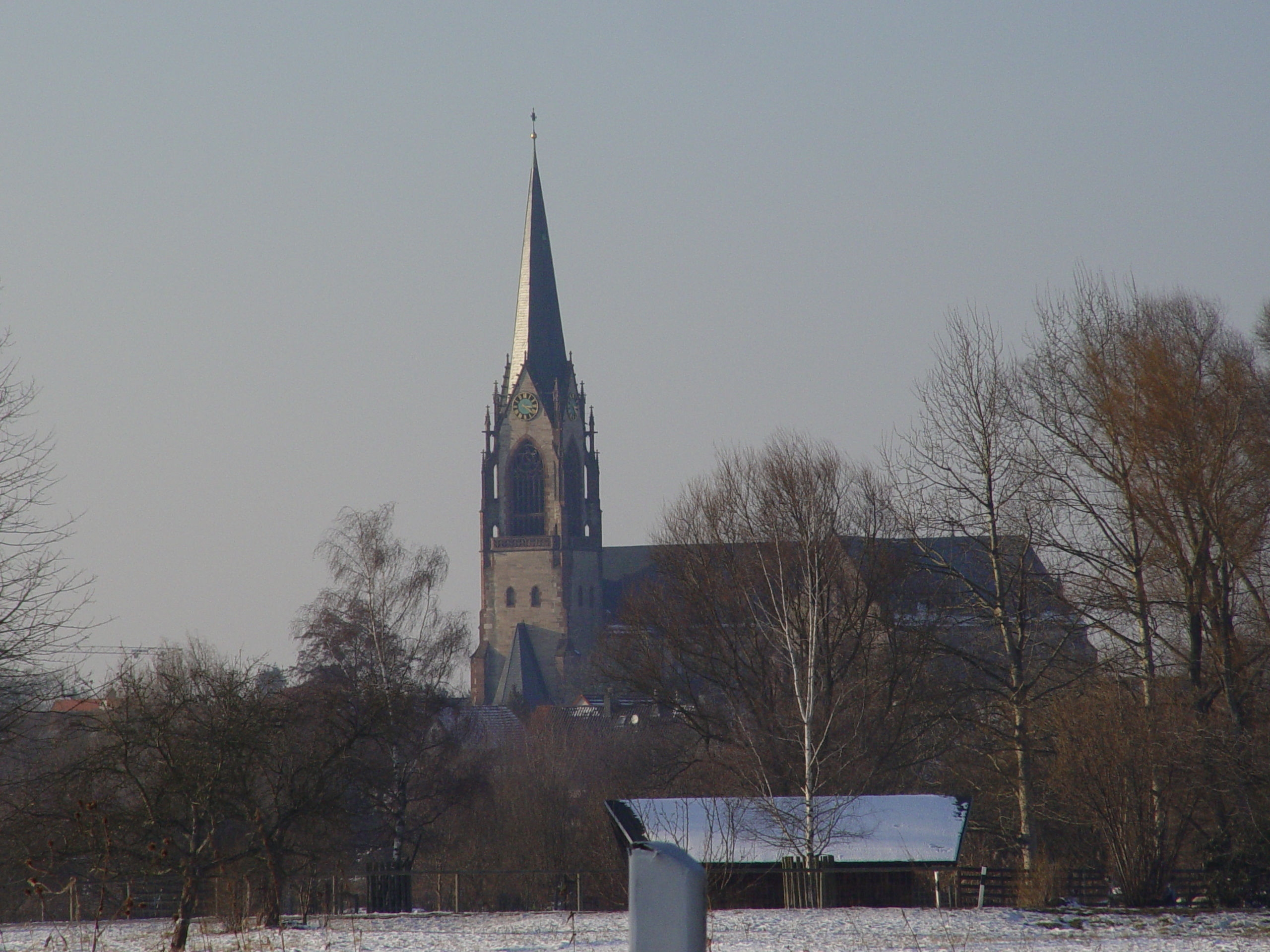
Kościół

Miejscowości partnerskie:
- Gradara, Włochy
- Schönwalde-Glien, Brandenburgia